# Stora Nassa

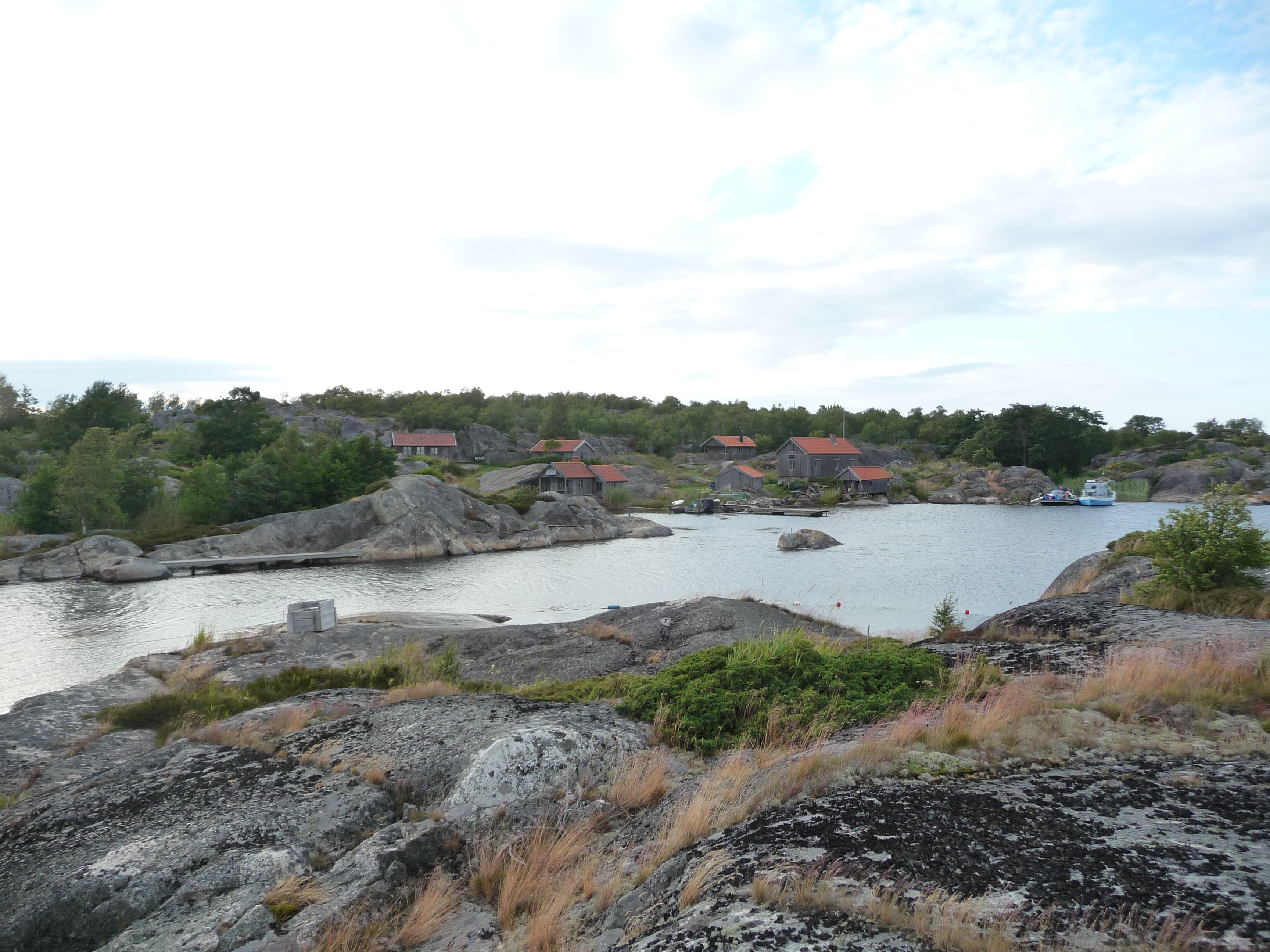
Bonden, bebyggelse på den enda delen av ön som inte är naturreservat.

Stora Nassa eller Storskärgården är en ögrupp i Nassa skärgård i Värmdö kommun ca 8 nautiska mil (ca 15 km) öster om Möja. Ögruppen bildar ett naturreservat och ingår i Stockholms skärgård.

## Historia
Under medeltiden var Stora Nassa ett kronohamnsfiske med tillfälligt boende fiskare under strömmingssäsongen. Den största ön Stora Bonden fick fast befolkning på 1700-talet och som mest bodde här sex familjer. Huvudnäringarna var fiske och sjöfågeljakt. Stora Nassas siste bofaste innevånare var ”Antegubben” Anders Österberg vars liv finns skildrat i boken Den siste skärkarlen skriven av hans dotterson Harry Sjöberg. Anders Österberg dog 1930, 96 år gammal.

## Natur
Hela Stora Nassa utom en del av Stora Bonden är naturreservat. Flera öar är samtidigt fågelskyddsområde med landstigningsförbud från 1 februari till 15 augusti. Området omfattar ett stort antal mindre öar med en utsträckning i nord-sydlig riktning på drygt 3 distansminuter och 1,5 distansminuter i väst-östlig riktning (6 km x 3 km). Den största ön, Stora Bonden, har en utsträckning i nord-sydlig riktning på cirka 950 meter med maximal bredd på cirka 450 meter. Öarna är höga och bergiga. Stora Bonden har många alternativa möjligheter att lägga till för fritidsbåtar. Den längsta ön är Jungfruskär, direkt norr om Stora Bonden, med en utsträckning i nord-sydlig riktning på cirka 1 100 meter med en maximal bredd på cirka 350 meter. Bland däggdjuren i området kan nämnas en förvildad population av en korsning mellan mufflon och gutefår.

### Öar inom Stora Nassa
| Västra sidan från syd till nord: - Stora famnbaken - Sköt-korpharen - Anteskobb - Sprängskär - Bonden - Västerkobben - Jungfruskär - Norrhamnsskäret - Joffskär - Gaddarna | Ostsidan från norr till syd: - Trindbulen, som anger gränsen i norr - Storharan - Stora Prackharan - Lilla Prackharan - Alharan - Gjusharan - Bodharan - Pinnharan - Söder-Korpharan, som tillsammans med Stora Famnbaken anger gränsen i söder. | De centrala delarna av ögruppen: - Gubben - Gumman - Bredskär - Brunskäret - Kummelskär |